# Owen Teague
Owen Teague (Tampa, Florida; 8 de diciembre de 1998) es un actor estadounidense conocido principalmente por su participación en la serie Bloodline y en la película de 2017 It. En 2020, fue elegido como Harold Lauder en la miniserie de CBS The Stand.

## Primeros años y educación
Teague nació y creció en Tampa, Florida. Sus padres eran músicos y tocó el violín hasta los 15 años. Teague estaba interesado en actuar desde una edad temprana, interpretando escenas de La Bella y la Bestia con animales de peluche a la edad de cuatro años y apareciendo en pequeñas producciones teatrales. Al poco tiempo después. Fue miembro del Movie Makers Club de la Escuela Primaria de Bachillerato Internacional Macfarlane Park y del club de teatro y orquesta de la Escuela de Artes de la Escuela Secundaria Howard W. Blake , ambos en Tampa.

## Carrera
Teague es un actor tanto de cine como de televisión. Logró reconocimiento con su papel de Nolan Rayburn en la serie de Netflix Bloodline. En 2016 participó en la película de terror Cell, en el papel de Jordan. En 2017 fue elegido para formar parte del elenco de It, interpretando a Patrick Hockstetter, un integrante de un grupo de matones que atormentan al Club de Perdedores. Participó en el segundo episodio de la cuarta temporada de Black Mirror denominado Arkangel. En 2018 interpretó a Alexander en el drama romántico Every Day.

## Filmografía

### Cine
| Año  | Título                                                 | Papel                   | Notas       |
| ---- | ------------------------------------------------------ | ----------------------- | ----------- |
| 2013 | Timmy Muldoon and the Search for the Shadoweyes Bandit | Timmy Muldoon           | Video corto |
| 2013 | Contest                                                | Bobby Butler            |             |
| 2015 | Echoes of War                                          | Samuel Riley            |             |
| 2015 | Wild in Blue                                           | Charlie (joven)         |             |
| 2015 | Walt Before Mickey                                     | Walt (joven)            |             |
| 2016 | Cell                                                   | Jordan                  |             |
| 2017 | It                                                     | Patrick Hockstetter     |             |
| 2018 | Every Day                                              | Alexander / A           |             |
| 2019 | Mary                                                   | Tommy                   |             |
| 2019 | It: Chapter Two                                        | Patrick Hockstetter     |             |
| 2019 | Inherit the Viper                                      | Boots Riley             |             |
| 2019 | Mrs. Fletcher                                          | Julian / Julian Spitzer |             |
| 2019 | The Empty Man                                          | Duncan West             |             |
| 2019 | Te veo                                                 | Alec                    |             |
| 2021 | Montana Story                                          | Cal                     |             |
| 2022 | To Leslie                                              | James                   |             |
| 2022 | Gone in the Night                                      | Al                      |             |
| 2022 | Life Rendered                                          |                         | Corto       |
| 2023 | Eileen                                                 | Randy                   |             |
| 2023 | You Hurt My Feelings                                   | Eliot                   |             |
| 2023 | Reptiles                                               | Rudy Rackozy            |             |
| 2024 | Kingdom of the Planet of the Apes                      | Noa                     |             |
| 2024 | The Friend                                             | Carter                  |             |

### Televisión
| Año       | Título            | Papel                         | Notas                            |
| --------- | ----------------- | ----------------------------- | -------------------------------- |
| 2013      | Reckless          | Jacob                         | Película para TV                 |
| 2012      | Malibu Country    | Jack                          | Episodio piloto                  |
| 2013      | NCIS: Los Angeles | Alex Fryman                   | Episodio: "Purity"               |
| 2014      | Reckless          | Jacob                         | Episodio: "Stand Your Ground"    |
| 2015      | Bones             | Jesse                         | Episodio: "The Doom in the Boom" |
| 2016      | Mercy Street      | Otis                          | Episodio: "The New Nurse"        |
| 2015-2017 | Bloodline         | Nolan Rayburn / Danny (joven) | 23 episodios                     |
| 2017      | Black Mirror      | Trick                         | Episodio: "Arkangel"             |
| 2020      | The Stand         | Harold Lauder                 |                                  |